# Casa Bartolotti

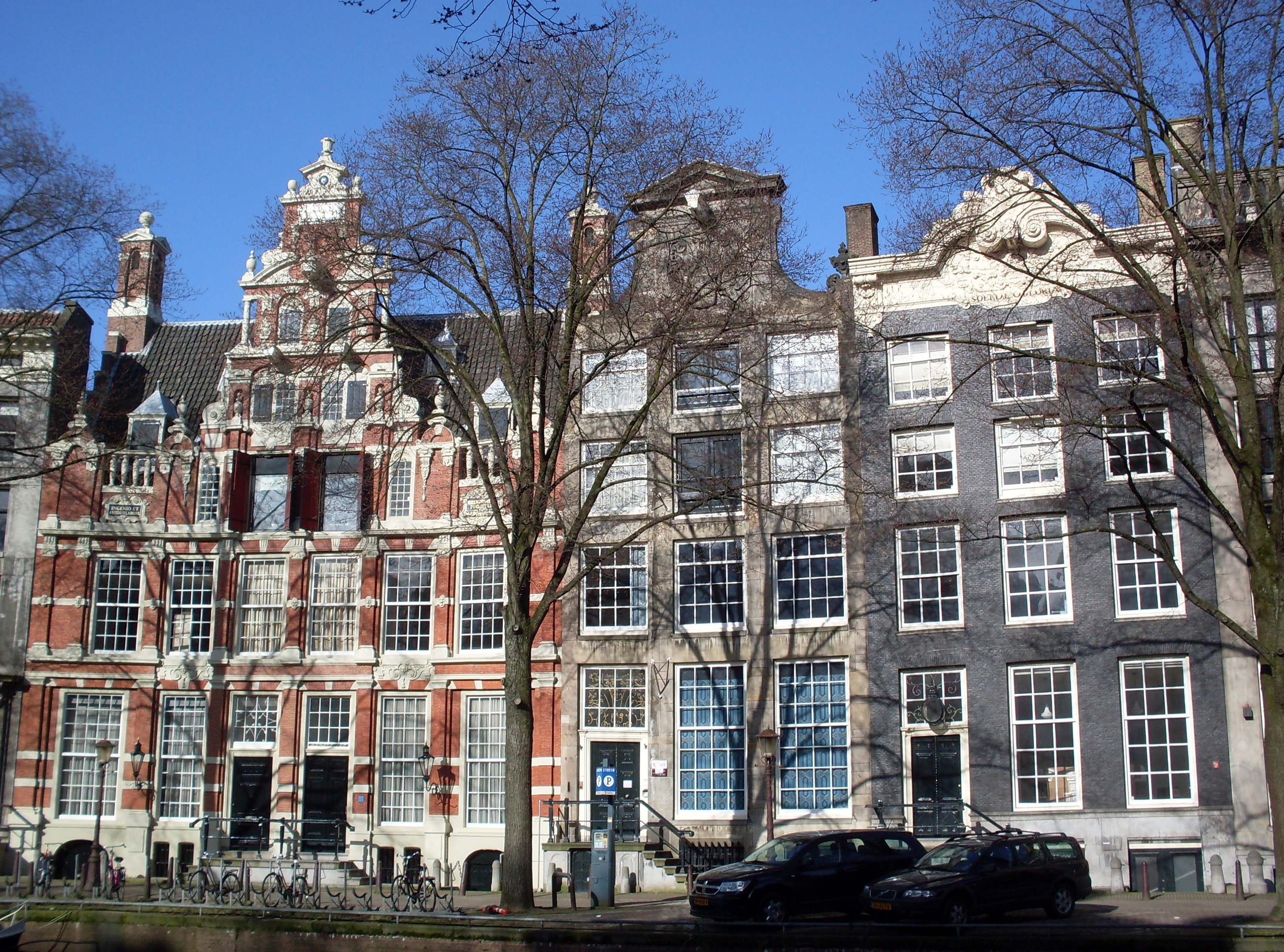
Casa Bartolotti e gli edifici adiacenti

Casa Bartolotti (in olandese: Huis Bartolotti o anche Bartolottihuis), conosciuta anche come Het Bonte Huis ("La casa variopinta"), è uno storico edificio dello Herengracht ("Canale dei signori") di Amsterdam, costruito tra il 1618 e il 1621 ca. su progetto di Hendrick de Keyser il Vecchio e per volere del ricco mercante Willem van den Heuvel alias Gullielmo Bartolotti.
L'edificio, classificato come rijksmonument nr. 1761, ospita ora parte del Theaterinstitut, l'istituto che comprende anche il Theatermuseum, il Museo del Teatro.

## Descrizione
L'edificio è situato ai nr. 170 e 172 di Herengracht, nella Cerchia dei Canali Ovest, e si trova nelle vicinanze della Westerkerk . Sorge al fianco della Witte Huis ("Casa bianca"), edificio progettato da Philips Vingboons, pure utilizzato come sede del Theatermuseum.
L'edificio è costruito nello stile rinascimentale olandese, anche se presenta elementi barocchi nelle cuspidi delle scale. Presenta caratteristiche rare per un edificio obliquo del XVII secolo.
La facciata principale è larga 16,25 metri, mentre la facciata posteriore è larga 18,75 metri. La facciata principale, in mattoni rossi, è riccamente decorata con urne, nicchie volute e maschere, tanto da conferire all'edificio l'epiteto di "casa vistosa".
Gli interni sono arredati secondo lo stile barocco di Luigi XIV.

## Storia
La costruzione dell'edificio fu commissionata a Hendrick de Keyser nel 1617 ca. da Willem van den Heuvel, ex birraio e proprietario della Banca Bartolotti originario di Amburgo, all'epoca uno degli uomini più ricchi di Amsterdam. Van den Heuvel aveva assunto, com'era usanza all'epoca nei Paesi Bassi, uno pseudonimo italiano, optando per Gullielmo Bartolotti (da cui anche il nome della casa), mutuato da quello di un parente, il bolognese  Giovanni Battista Bartolotti.
La costruzione iniziò nel 1618 e terminò nel 1621.
In seguito l'edificio, che a partire dal 1689 fu diviso in due appartamenti distinti, fu abitato da tre generazioni di Bartolotti.
Nel 1735, l'appartamento posto al nr. 170 fu modernizzato: l'ingresso fu rimodellato secondo lo stile Luigi XIV, probabilmente sotto la direzione dell'architetto italiano G. Laghi.
Un'ulteriore opera di restauro, durante la quale fu ampliata la parte destra della casa, fu intrapresa anche tra il 1755 e il 1757 ca.
Nel 1872 l'edificio fu rimodellato per volere del fabbricante Petrus Henrik Holzman, che fece aggiungere tapezzerie di Isaac de Moucheron e soffitti di Jacob de Wit.
Nel 1924 l'appartamento situato al nr. 170 fu acquisito dalla Vereniging Hendrick de Keyser ("Fondazione Hendrick de Keyser"),  che nel 1971 acquistò anche quello situato al nr. 172.
L'edificio fu quindi restaurato sotto la direzione di D. Verheus.
Un'ulteriore opera di restauro fu intrapresa tra il 1995 e il 1997.

## Galleria d'immagini

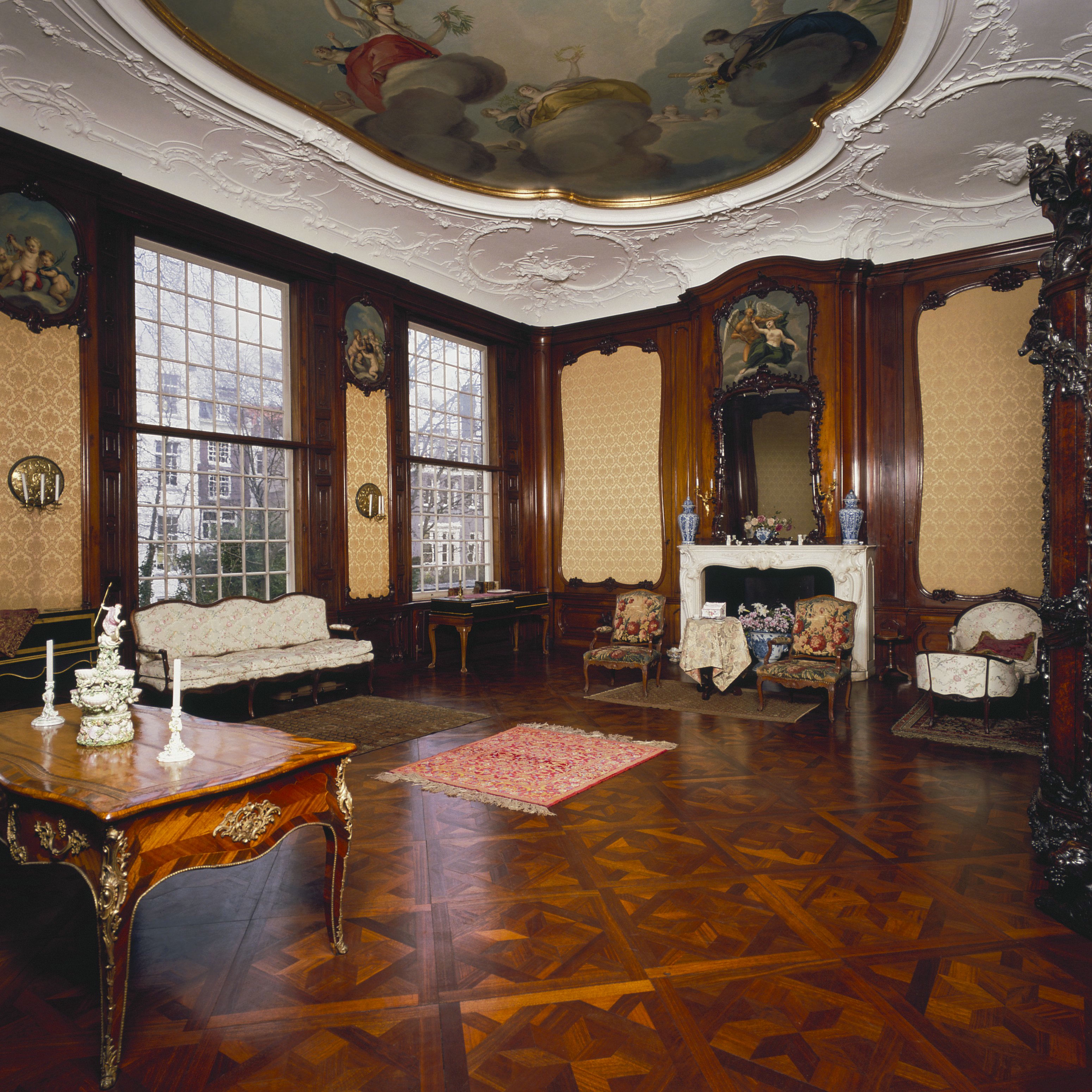
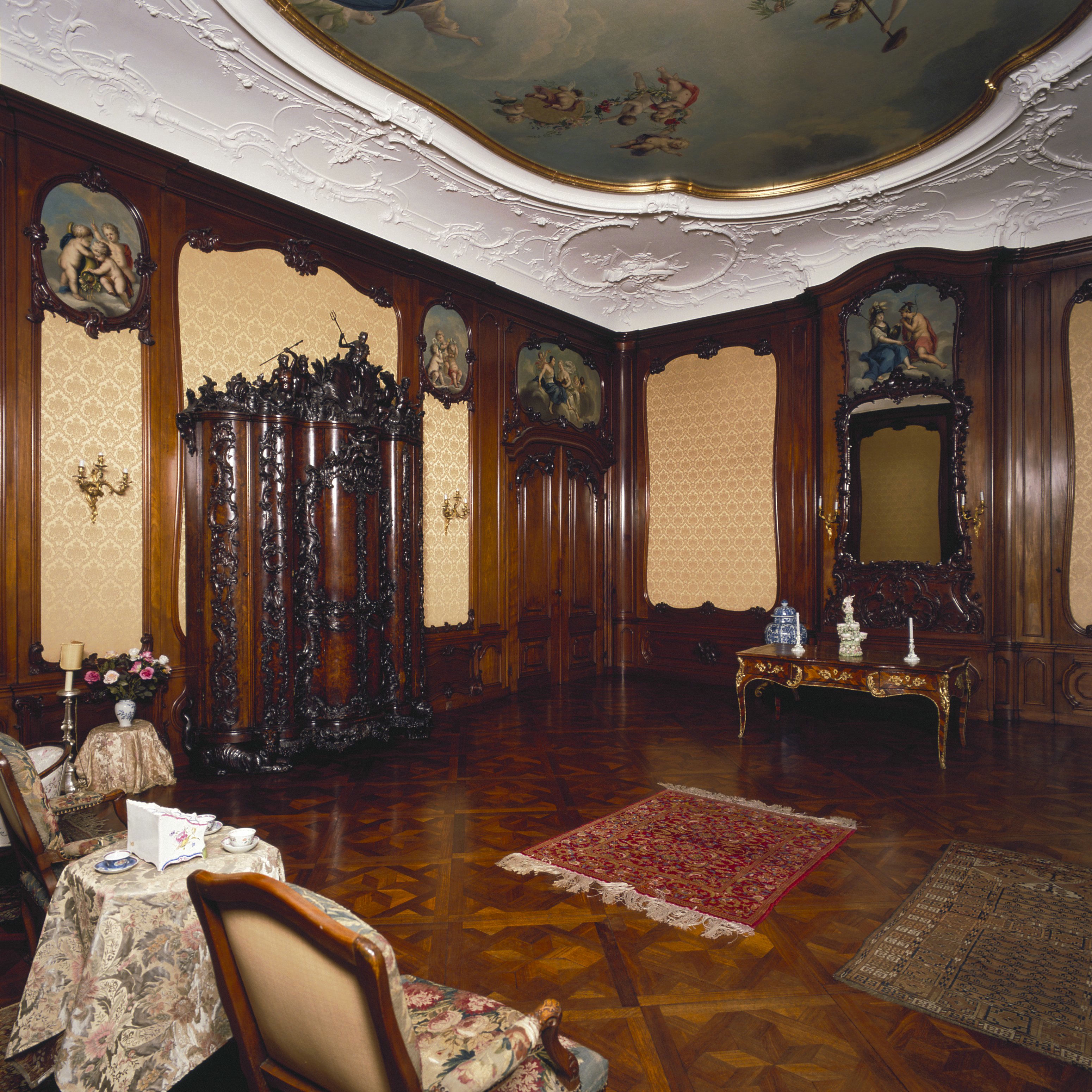
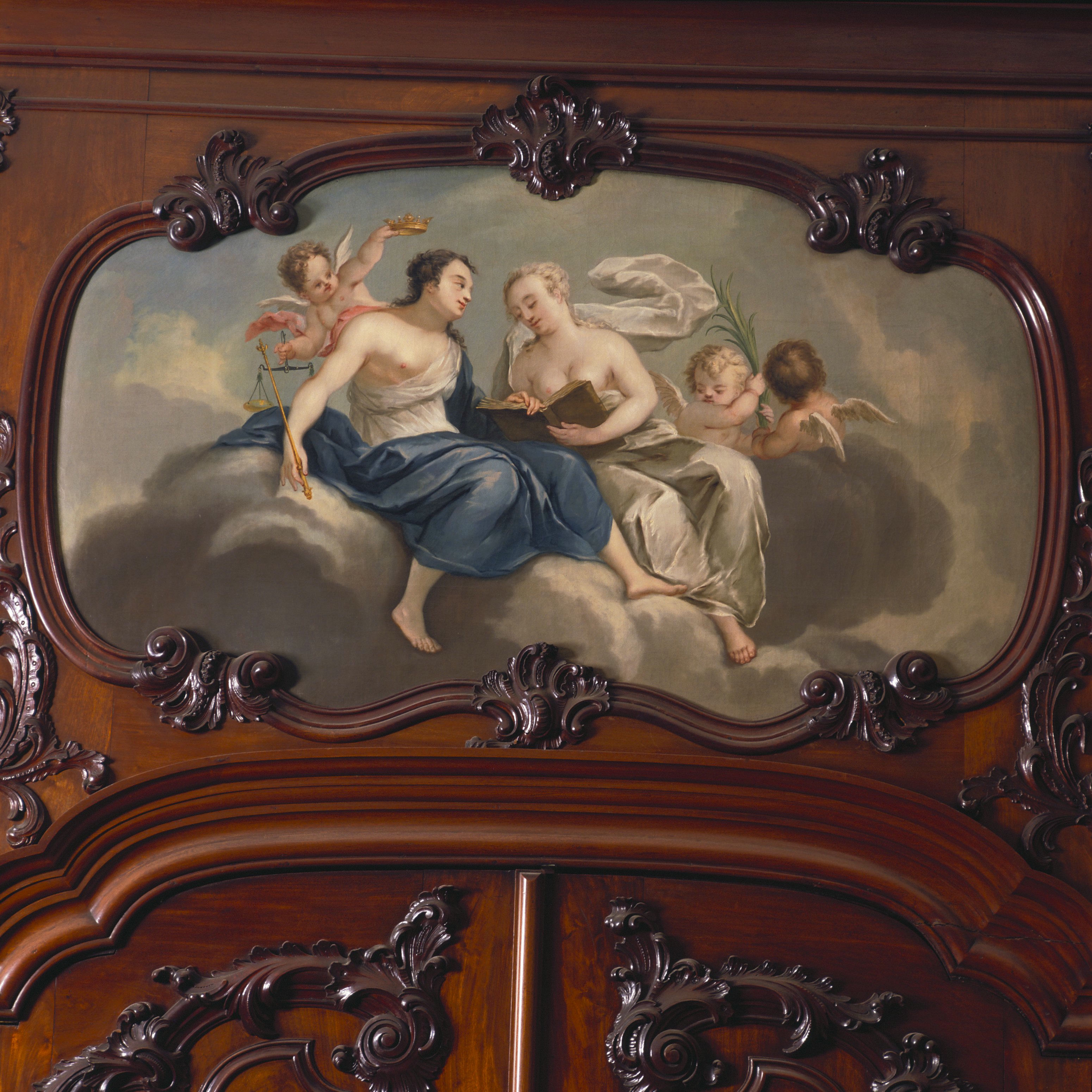
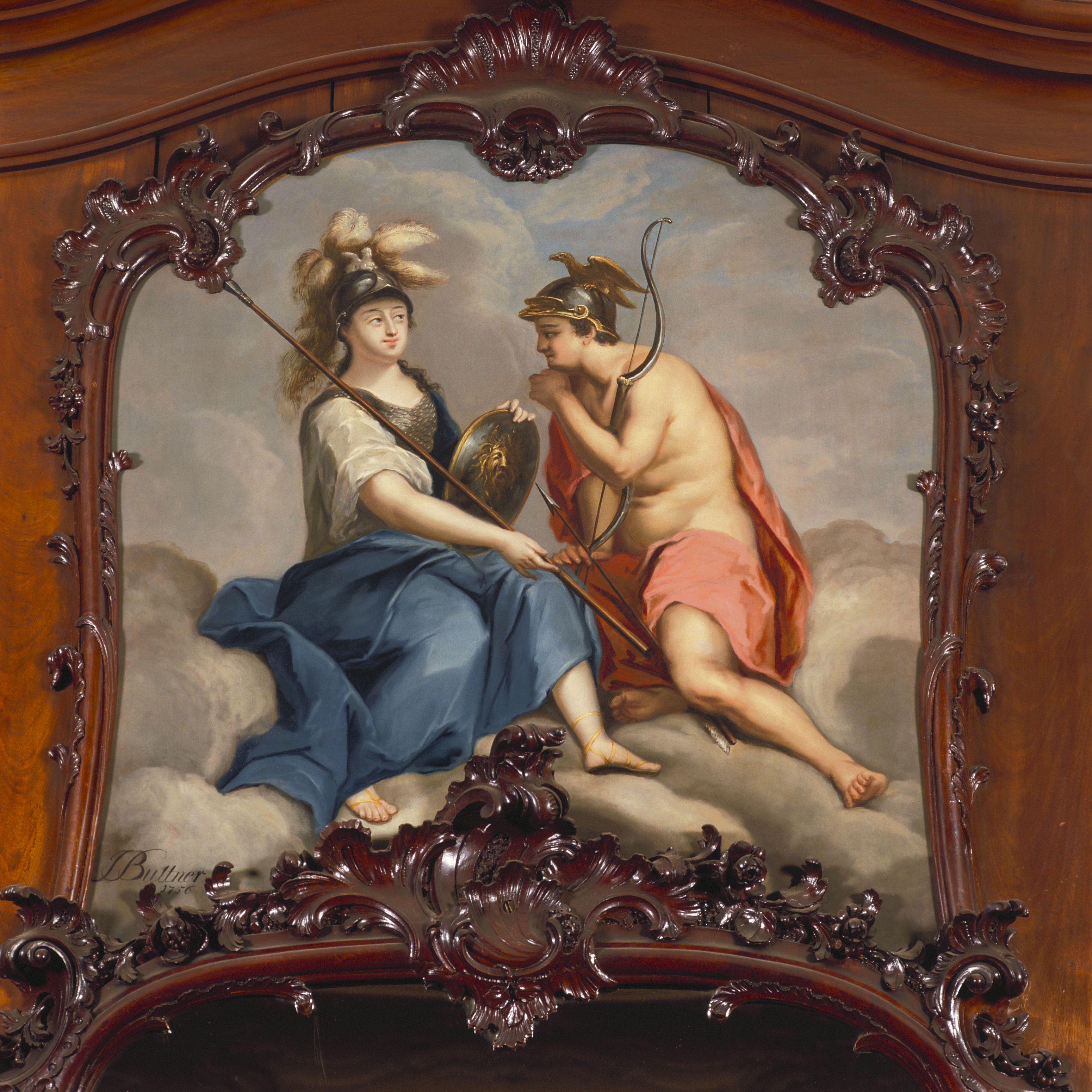